# Benalguaciles
Benalguaciles es un despoblado español del municipio de Alcudia de Monteagud, perteneciente a la provincia de Almería, en la comunidad autónoma de Andalucía.

## Historia
Hacia mediados del siglo XIX, se mencionaban ya dos despoblados arruinados dentro del término de Alcudia, conocidos como Benalguaciles Altos y Benalguaciles Bajos. Aparecen ambos descritos en el cuarto volumen del Diccionario geográfico-estadístico-histórico de España y sus posesiones de Ultramar de Pascual Madoz con las siguientes palabras: «l. ant. arruinado en la prov. de Almeria, part. jud. de Sorbas, térm. jurisdiccional de Alcudia».